# 下薩克森邦旗
下薩克森邦旗（德語：Flagge Niedersachsens）以德國國旗為底色，中間是下薩克森邦的邦徽。長寬比例是3:5。這面邦旗於1951年5月1日開始啟用。